# Een vluchteling kruist zijn spoor
Een vluchteling kruist zijn spoor is een Nederlandse vertaling uit 1936 door Greta Baars-Jelgersma van het Noorse boek En flyktning krysser sitt spor
In deze roman introduceerde de auteur Aksel Sandemose het begrip "Wet van Jante", waarin hij de bekrompenheid verwerkte die hij had ondervonden in zijn jeugd in het stadje Nykøbing Mors in het noordwesten van Denemarken.